# Phauloppia curviseta
Phauloppia curviseta är en kvalsterart som först beskrevs av Ewing 1910.  Phauloppia curviseta ingår i släktet Phauloppia och familjen Oribatulidae. Inga underarter finns listade i Catalogue of Life.